# Burzjan járás
A Burzjan járás (oroszul Бурзянский район, baskír nyelven Бөрйән районы) Oroszország egyik járása a Baskír Köztársaságban, székhelye Sztaroszubhangulovo falu. Nevét a baskírok egyik ősi törzsének neve (burzjan) után kapta.

## Népesség
- 1970-ben 14 190 lakosa volt, melyből 12 689 baskír (89,4%), 484 tatár (3,4%).
- 1989-ben 14 186 lakosa volt, melyből 13 525 baskír (95,3%), 215 tatár (1,5%).
- 2002-ben 16 839 lakosa volt, melyből 16 277 baskír (96,66%), 354 orosz (2,1%), 159 tatár. (0,94%).
- 2010-ben 16 698 lakosa volt, melyből 16 040 baskír (96,2%), 357 orosz (2,1%), 211 tatár (1,3%), 7 csuvas, 5 ukrán, 3 mari, 1 fehérorosz, 1 udmurt.

| Lakosok száma | 14 072 | 16 839 | 17 755 | 16 698 | 16 641 | 16 636 | 16 536 | 16 489 | 16 559 | 17 582 |
|               | 1989   | 2002   | 2008   | 2010   | 2012   | 2013   | 2014   | 2016   | 2017   | 2021   |